# Mitsuko Baishō
Pour les articles homonymes, voir Mitsouko (homonymie).
Mitsuko Baishō (倍賞 美津子, Baishō Mitsuko), née le 22 novembre 1946 dans la préfecture d'Ibaraki, est une actrice et chanteuse japonaise.

## Biographie
Le travail le plus connu internationalement de Mitsuko Baishō est celui réalisé avec Shōhei Imamura depuis 1979 jusqu'au dernier film de ce réalisateur, en 2002. Elle est également apparue dans plusieurs films d'Akira Kurosawa.
Elle a gagné des prix de la meilleure actrice au dixième prix Hōchi de cinéma pour Koibumi et Ikiteru Uchi ga Hana nano yo Shindara Sore made yo to Sengen.. Elle a également remporté le prix de la meilleure actrice dans un second rôle au 8e prix Hōchi de cinéma pour The Geisha (en) et au 22e prix Hōchi de cinéma pour Tokyo Lullaby (en).

### Vie privée
Mitsuko Baishō est la sœur de l'actrice Chieko Baishō, elle a été mariée avec le catcheur Antonio Inoki de 1971 à 1987.

## Filmographie partielle

### Au cinéma

#### Années 1960
- 1967 : Junjō nijūsō (純情二重奏?) de Meijirō Umetsu (ja) : Yachiyo Kawada
- 1969 : Puni par le ciel (人斬り, Hitokiri?) de Hideo Gosha : Onimo
- 1969 : Kigeki: Onna wa dokyō (喜劇 女は度胸?) d'Azuma Morisaki (en) : Ai Shirakawa
- 1969 : Miyo-chan no tame nara: Zen'in shūgō!! (ミヨちゃんのためなら 全員集合！！?) de Yūsuke Watanabe (ja) : Miyo

#### Années 1970
- 1970 : Ezo yakata no kettō (蝦夷館の決闘?) de Kengo Furusawa (ja) : Aka Shu
- 1970 : Kigeki: Otoko wa aikyō (喜劇 男は愛敬?) d'Azuma Morisaki (en) : Haruko Ogawa
- 1970 : Kochira 55-gō ōtō Seyo! Kiki hyappatsu (こちら55号応答せよ! 危機百発?) de Yoshitarō Nomura
- 1970 : Kigeki: Kankon sōsai nyūmon (喜劇 冠婚葬祭入門?) de Yōichi Maeda (ja) : Midori
- 1971 : Kigeki: Chototsu mōshin seyo!! (喜劇 猪突猛進せよ！！?) de Yōichi Maeda (ja)
- 1971 : Kigeki: Onna wa otoko no furusatoyo (喜劇 女は男のふるさとヨ?) d'Azuma Morisaki (en) : Ryuko
- 1971 : Akatsuki no chōsen (暁の挑戦?) de Toshio Masuda
- 1971 : Konto 55-gō to Mīko no zettai zetsumei (コント55号とミーコの絶体絶命?) de Yoshitarō Nomura : Akemi
- 1972 : Oitsumeru (追いつめる?) de Toshio Masuda
- 1972 : Kigeki: Otoko no komoriuta (喜劇 男の子守唄?) de Yōichi Maeda (ja)
- 1972 : Jinsei gekijō: Seishun hen aiyoku hen zankyō hen (人生劇場 青春篇 愛欲篇 残侠篇?) de Tai Katō
- 1972 : Kigeki: Kaikan ryokō (喜劇 快感旅行?) de Masaharu Segawa
- 1973 : Hana to ryū: Seiun hen aizō hen dotō hen (花と龍 青雲篇 愛憎篇 怒濤篇?) de Tai Katō
- 1973 : Miyamoto Musashi (宮本武蔵?) de Tai Katō : Akemi
- 1973 : Dame Oyaji (ダメおやじ?) de Yoshitarō Nomura : Fuyuko Amano
- 1975 : Za.Dorifutazu no kamo da!! Goyo da!! (ザ・ドリフターズ　カモだ！！御用だ！！?) de Masaharu Segawa : Kinko
- 1976 : Kimi yo fundo no kawa o watare (君よ噴怒の河を渉れ?) de Jun'ya Satō : Otsuki Kyoko
- 1976 : Aitsu to watashi (あいつと私?) de Yoshisuke Kawasaki (ja) : Michiko Matsumoto
- 1976 : Bakamasa horamasa toppamasa (バカ政ホラ政トッパ政?) de Sadao Nakajima
- 1977 : Chikuzan, le baladin aveugle (竹山ひとり旅, Chikuzan hitori tabi?) de Kaneto Shindō : la deuxième femme de Chikuzan
- 1977 : Edogawa Ranpo no injū (江戸川乱歩の陰獣?) de Tai Katō : l'actrice Sumiko Miyajima
- 1977 : Kuroki Tarō no ai to bōken (黒木太郎の愛と冒険?) d'Azuma Morisaki (en) : Makiko
- 1978 : Fleurs d'hiver (冬の華, Fuyu no hana?) de Yasuo Furuhata : Merry
- 1978 : Bandit contre samouraï (雲霧仁左衛門, Kumokiri Nizaemon?) de Hideo Gosha : Omatsu
- 1979 : La vengeance est à moi (復讐するは我にあり, Fukushū suru wa ware ni ari?) de Shōhei Imamura : Kazuko Enokizu

#### Années 1980
- 1980 : Tobe ikarosu no tsubasa (翔べイカロスの翼?) de Tokihisa Morikawa (ja) : Teruko
- 1980 : Kagemusha, l'Ombre du guerrier (影武者, Kagemusha?) d'Akira Kurosawa : Oyunokata
- 1981 : Pourquoi pas ? (ええじゃないか, Eijanaika?) de Shōhei Imamura : Oko
- 1981 : Honō no gotoku (炎のごとく?) de Tai Katō : Orin
- 1983 : P. P. Rider (ションベン・ライダー, Shonben raidā?) de Shinji Sōmai : Ikuko
- 1983 : La Ballade de Narayama (楢山節考, Narayama bushikō?) de Shōhei Imamura : Oei
- 1983 : Okinawan Boys (オキナワの少年, Okinawa no shōnen?) de Taku Shinjō
- 1983 : Yohkiroh, le royaume des geishas (陽暉楼, Yōkirō?) de Hideo Gosha : Osode
- 1984 : The Crazy Family (逆噴射家族, Gyakufunsha kazoku?) de Gakuryū Ishii  : Saeko Kobayashi
- 1984 : Aijō monogatari (愛情物語?) de Haruki Kadokawa : Haruko Nakamichi
- 1985 : Ikiteru uchiga hana nanoyo: Shin-dara sore madeyo to sengen (生きてるうちが花なのよ 死んだらそれまでよ党宣言?) d'Azuma Morisaki (en)
- 1985 : Tomo yo, shizuka ni nemure (友よ、静かに瞑れ?) de Yōichi Sai : Shima Akai
- 1985 : Koibumi (恋文?) de Tatsumi Kumashiro : Kyoko Takehara
- 1986 : Tokyo Blues (キャバレー, Kyabarei?) de Haruki Kadokawa : Megumi Nanbu
- 1986 : Rikon shinai onna (離婚しない女?) de Tatsumi Kumashiro : Yoshiko Takai
- 1987 : Aitsu ni koi shite (あいつに恋して?) de Taku Shinjō
- 1987 : La Vengeance du samouraï (必殺ＩＶ 恨みはらします, Hissatsu 4: Urami harashimasu?) de Kinji Fukasaku : Ofuku
- 1987 : Zegen, le seigneur des bordels (女衒, Zegen?) de Shōhei Imamura : Shiho
- 1988 : Dōyō monogatari (童謡物語?) de Tokihisa Morikawa (ja)
- 1988 : Sensei (せんせい?) de Shingo Yamashiro (ja)
- 1989 : My Phoenix (マイフェニックス, Mai fenikkusu?) de Katsumi Nishikawa

#### Années 1990
- 1990 : Rêves (夢, Yume?) d'Akira Kurosawa : Mère de 'I'
- 1993 : Last Song (ラストソング, Rasuto songu?) de Shigemichi Sugita (ja) : Shoko Aoki
- 1995 : Le Testament du soir (午後の遺言状, Gogo no Yuigon-jō?) de Kaneto Shindō : Naoko Yazawa
- 1997 : L'Anguille (うなぎ, Unagi?) de Shōhei Imamura : Misako Nakajima
- 1997 : Tokyo sérénade (東京夜曲, Tōkyō yakyoku?) de Jun Ichikawa : Hisako Hamanaka
- 1997 : Toki o kakeru shōjo (時をかける少女?) de Haruki Kadokawa : Yukiko Yoshiyama
- 1998 : Yukie (ユキエ?) de Hisako Matsui (ja) : Yukie
- 1998 : Love Letter (ラブ・レター, Rabu retā?) d'Azuma Morisaki (ja) : Misuo
- 1998 : Hisai (秘祭?) de Taku Shinjō : Takako Miyarabe
- 1999 : Second Chance Episode 3 (セカンドチャンス エピソードＩＩＩ, Sekando chansu episōdo III?) de Tadafumi Tomioka : Yukino

#### Années 2000
- 2000 : By Player (三文役者, Sanmon yakusha?) de Kaneto Shindō
- 2001 : Turn (ターン, Tān?) de Hideyuki Hirayama : Mori Satoko
- 2001 : De l'eau tiède sous un pont rouge (赤い橋の下のぬるい水, Akai hashi no shita no nurui mizu?) de Shōhei Imamura : Mitsu Aizawa
- 2001 : Taiga no itteki (大河の一滴?) de Seijirō Kōyama : Marie Koryo
- 2001 : Den'en no yūutsu (田園のユーウツ?) de Takayuki Kawahara : Yasue Emoto
- 2002 : Hi wa mata noboru (陽はまた昇る?) de Kiyoshi Sasabe : Masae Murakami
- 2002 : 11'09"01 - September 11 : Kayo Furuhashi (segment "Japon")
- 2002 : Out de Hideyuki Hirayama : Yoshie 'Sensei' Azuma
- 2004 : Kikansha sensei (機関車先生?) de Ryūichi Hiroki : Yone Abe
- 2004 : Niwatori wa hadashi da (ニワトリはハダシだ?) d'Azuma Morisaki (ja) : Sumiko Kaneko
- 2005 : Hoshi ni natta shōnen (星になった少年?) de Shunsaku Kawake (ja) : Asako Fujisawa
- 2006 : Kesennuma densetsu (気仙沼伝説?) de Masahiro Kobayashi
- 2008 : Gururi no koto (ぐるりのこと?) de Ryōsuke Hashiguchi
- 2009 : Nisesatsu (ニセ札?) de Yūichi Kimura (ja) : Kageko Sada
- 2009 : Nonchan noriben (のんちゃんのり弁?) d'Akira Ogata

#### Années 2010
- 2010 : Ōoku (大奥?) de Fuminori Kaneko (ja) : Yorinobu Mizuno
- 2010 : Postcard (一枚のハガキ, Ichimai no hagaki?) de Kaneto Shindō : Chiyo Morikawa
- 2011 : Ashita no Joe (あしたのジョー, Ashita no Jō?) de Fumihiko Sori : Mari Hanamura
- 2011 : Dendera (デンデラ?) de Daisuke Tengan (ja) : Masari Shiina
- 2011 : Rokku: Wanko no shima (ロック 〜わんこの島〜?) d'Isamu Nakae (ja)
- 2011 : Memories Corner d'Audrey Fouché
- 2012 : Bakugyaku famiiria (莫逆家族?) de Kazuyoshi Kumakiri : Donbaa
- 2013 : Pekorosu no haha ni ai ni iku (ペコロスの母に会いに行く?) d'Azuma Morisaki (en) : Mitsue
- 2015 : Der grosse Sommer (de) de Stefan Jäger (de) : Masako
- 2016 : Ayashii kanojo (あやしい彼女?) de Nobuo Mizuta (ja) : Katsu Seyama
- 2019 : Haha o nakushita toki, boku wa ikotsu o tabetai to omotta (母を亡くした時、僕は遺骨を食べたいと思った。?) de Tatsushi Ōmori

#### Années 2020
- 2020 : Ito (糸?) de Takahisa Zeze
- 2021 : Mamorarenakatta mono tachi e (護られなかった者たちへ?) de Takahisa Zeze
- 2022 : Idō jirei wa ongakutai! (異動辞令は音楽隊!?) d'Eiji Uchida (ja) : Sachiko Naruse

### À la télévision

#### Séries télévisées
- 1979-1980 : Tantei monogatari (en) (探偵物語?) : Masako
- 1980 : 1-nen B-gumi Shinpachi sensei (1年B組新八先生?)
- 1980 : 3-nen B-gumi Kinpachi sensei (3年B組金八先生?)
- 1992 : Waru (悪女?) : Sawa Minegishi
- 1997 : Gift (ギフト, Gifuto?) : Reiko Sakuhara
- 1999 : Suzuran (すずらん?)
- 2003 : Message: Kotoba ga, uragitteiku (メッセージ 言葉が、裏切っていく?)
- 2005 : Ruri no shima (瑠璃の島?)
- 2007 : Tokyo Tower (東京タワー?)
- 2010 : Ryōmaden (龍馬伝?)
- 2011 : Boku to sutā no 99-nichi (僕とスターの99日?)
- 2012 : Mōsō sōsa: Kuwagata Kōichi junkyōju no stylish na seikatsu (妄想捜査 桑潟幸一准教授のスタイリッシュな生活?)
- 2012 : Umechan sensei (梅ちゃん先生?)
- 2013 : Take Five: Oretachi wa ai o nusumeruka (TAKE FIVE 俺たちは愛を盗めるか?)
- 2013 : Hanzawa Naoki (半沢直樹?)
- 2014 : Miyamoto Musashi (宮本武蔵?)
- 2015 : Ryūsei wagon (流星ワゴン?)
- 2015 : Shitamachi Rocket (下町ロケット?)
- 2017 : Tsubaki bunguten: Kamakura daishoya monogatari (ツバキ文具店 鎌倉代書屋物語?)
- 2017 : Massage tantei Jō (マッサージ探偵ジョー?)
- 2018 : Black Pean (ブラックペアン?)
- 2019 : La Maison de la rue en pente (坂の途中の家, Saka no tochū no ie?)
- 2020 : Tenshi ni rikuesuto o (天使にリクエストを?)
- 2022 : Yangotonaki ichizoku (やんごとなき一族?)

#### Téléfilms
- 1980 : Genji monogatari (源氏物語?) de Teruhiko Kuze (ja)
- 2002 : Kita no sōsasen: Otaru minatocho (北の捜査線・小樽港署?)
- 2006 : Au printemps chez Barneys (春、バーニーズで, Haru, Bānīzu de?) de Jun Ichikawa
- 2007 : Ruri no shima Special 2007 (瑠璃の島 SPECIAL 2007?) de Ryūichi Inomata
- 2008 : Saigo no senpan (最後の戦犯?)
- 2009 : Ani kaeru (兄帰る?) de Yukio Fukamachi (ja)
- 2012 : Shichō shisu (市長死す?) de Masaki Nishiura (ja)
- 2013 : Jinsei ga tokimeku katazuke no mahō (人生がときめく片づけの魔法?) de Tōya Satō (ja)
- 2014 : Toki wa tachidomaranai (時は立ちどまらない?) de Tonkō Horikawa (ja)
- 2015 : Jishaku otoko 2015 (磁石男2015?)
- 2016 : Bōkyō (望郷?)
- 2017 : Kimi ni sasageru Emblem (君に捧げるエンブレム?) de Masaki Nishiura (ja)

## Doublage
- 2006 : Les Contes de Terremer (ゲド戦記, Gedo senki?) de Gorō Miyazaki : la marchande de capes

## Distinctions
Sauf indication contraire, les informations mentionnées dans cette section peuvent être confirmées par la base de données cinématographiques IMDb,  présente dans la section « Liens externes ».

### Récompenses
- 1980 : prix Blue Ribbon de la meilleure actrice dans un second rôle pour La vengeance est à moi[1]
- 1983 : Hōchi Film Award de la meilleure actrice dans un second rôle (conjointement pour Eiko Nagashima (ja))[2]
- 1985 : Hōchi Film Award de la meilleure actrice pour Ikiteru uchiga hana nanoyo: Shin-dara sore madeyo to sengen et Koibumi[3]
- 1986 : prix de la meilleure actrice pour Ikiteru uchiga hana nanoyo: Shin-dara sore madeyo to sengen, Koibumi et Tomo yo, shizuka ni nemure aux Japan Academy Prize[4]
- 1986 : prix Mainichi de la meilleure actrice pour Ikiteru uchiga hana nanoyo: Shin-dara sore madeyo to sengen et Koibumi[5]
- 1986 : prix Kinema Junpō de la meilleure actrice pour Ikiteru uchiga hana nanoyo: Shin-dara sore madeyo to sengen et Koibumi[6]
- 1986 : prix spécial pour sa carrière au Festival du film de Yokohama
- 1997 : Hōchi Film Award de la meilleure actrice pour Tokyo sérénade et L'Anguille[7]
- 1998 : prix de la meilleure actrice dans un second rôle pour L'Anguille aux Japan Academy Prize[8]
- 1998 : prix Blue Ribbon de la meilleure actrice dans un second rôle pour Tokyo sérénade et L'Anguille[9]
- 1998 : prix Mainichi de la meilleure actrice dans un second rôle pour Tokyo sérénade et L'Anguille[10]
- 1998 : prix Kinema Junpō de la meilleure actrice dans un second rôle pour Tokyo sérénade[11]
- 1998 : Nikkan Sports Film Award de la meilleure actrice dans un second rôle[12]
- 2002 : Prix Kinuyo Tanaka[13],[14]

### Nominations
- 1980 : prix de la meilleure actrice dans un second rôle pour La vengeance est à moi aux Japan Academy Prize[15]
- 1984 : prix de la meilleure actrice dans un second rôle pour Yohkiroh, le royaume des geishas et La Ballade de Narayama aux Japan Academy Prize[16]